# Mantispa pasteuri
Mantispa pasteuri is een insect uit de familie van de Mantispidae, die tot de orde netvleugeligen (Neuroptera) behoort. 
Mantispa pasteuri is voor het eerst wetenschappelijk beschreven door Navás in 1909.